# 千葉県立館山総合高等学校
千葉県立館山総合高等学校（ちばけんりつ たてやまそうごうこうとうがっこう）は、千葉県館山市北条106番地にある県立高等学校。旧安房水産高等学校である水産校舎は館山市長須賀155番地にあり、現在も使用している。

## 沿革
- 1965年（昭和40年）4月1日 - 千葉県へ移管し、千葉県立館山高等学校となる[1]
- 2008年（平成20年）4月1日　千葉県立館山高等学校と千葉県立安房水産高等学校を統合して開校した。なお、校舎は旧・館山高等学校のものを引き継いで使用している。
- 2009年（平成21年）8月31日　海洋科実習室竣工
- 2015年（平成27年）4月 「観光の学び」を導入[2]
- 2015年4月 海洋科内の「栽培コース」を「栽培環境コース」に転換[2]

### 水産校舎（旧安房水産高等学校）

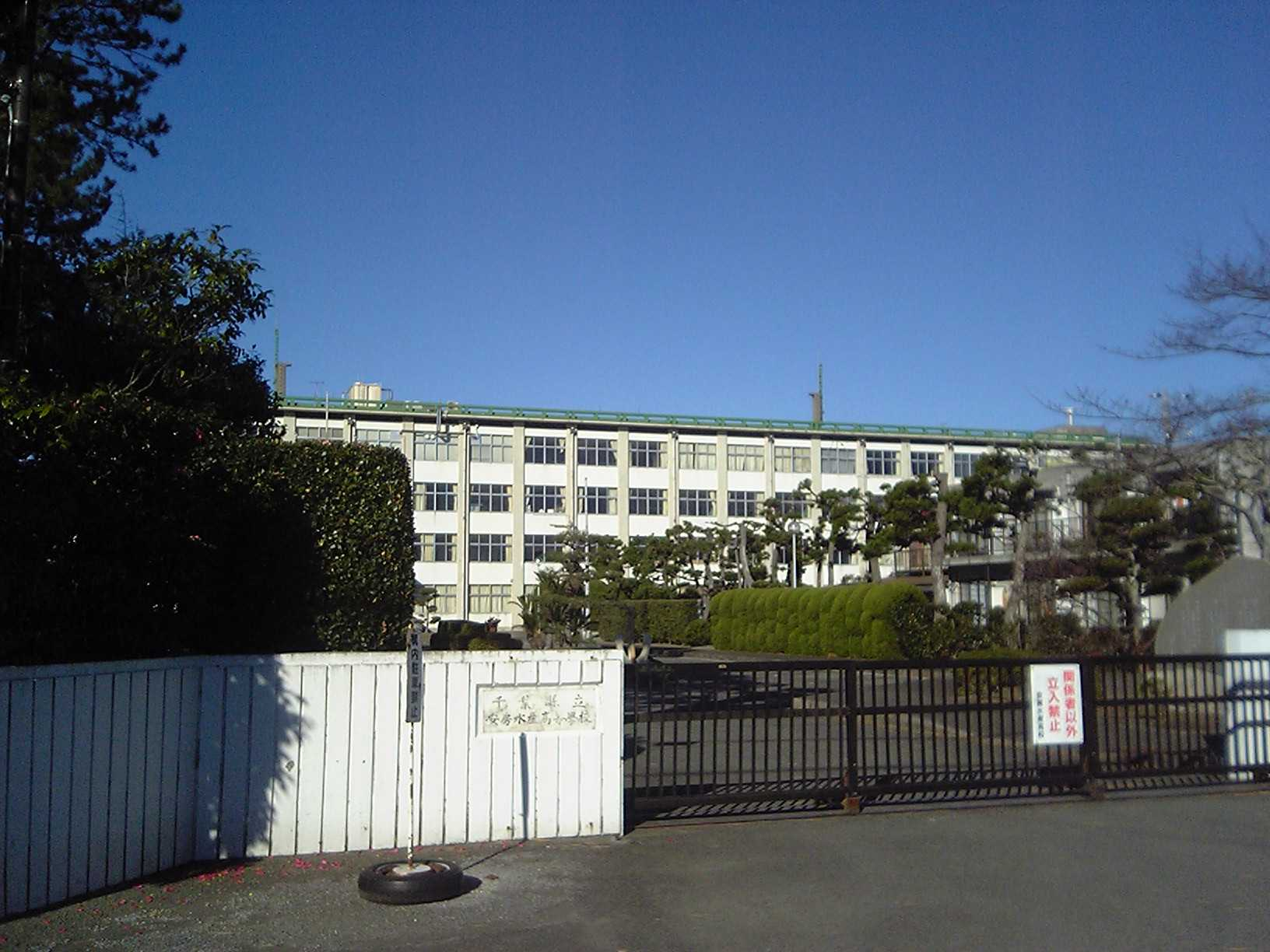
旧千葉県立安房水産高等学校舎　現千葉県立館山総合高等学校水産校舎

海洋科については海洋実習日のみ、旧・安房水産高校の校舎（水産校舎）を使用する。

## 学科
- 全日制課程
  - 工業科　1学年40名　電気コース・科学コース
  - 商業科　1学年40名
  - 海洋科　1学年80名　海洋生産コース・海洋工学コース・栽培環境コース・食品コース
  - 家政科　1学年40名
- 定時制課程
  - 普通科

- 海洋科専攻科　1学年10名（各コース5名）漁業コース・機関コース

## 部活動
文化系
- 無線
- 吹奏楽
- 文芸
- 理科
- 書道
- 美術
- 自動車
- 囲碁・将棋
- 茶道
- 簿記
- 情報処理
- エレクトロニクス
- 水産生物
- インターアクト

運動系
- ソフトテニス
- バレーボール
- バスケットボール
- 野球
- 卓球
- 水泳
- 剣道
- 柔道
- 陸上競技
- サッカー
- テニス
- カッター
- ヨット

## 教育目標
「専門教育、普通教育並びに専攻科を通じて、たくましく、心豊かな、社会に貢献できる人間」の育成。